# Partido Comunista Bretón

Bandera del SKB

El Partido Comunista Bretón (en bretón Strollad Kommunaur Breizh) fue un partido nacionalista bretón de orientación maoísta-guevarista creado en enero de 1971 por antiguos militantes de la Unión Democrática Bretona (UDB). 
Editaba el diario Bretagne Révolutionnaire (Bretaña Revolucionaria), pretendía desbordar a la UDB y hacer nacer un auténtico movimiento revolucionario. Era fuertemente crítico con el reformismo socialdemócrata y quería promover a través de las luchas sociales el nexo entre la izquierda revolucionaria y la lucha independentista bretona. Desapareció a principios de la década de 1980.

## Miembros destacados
- Kristian Hamon
- Yann-Morvan Gefflot